# Nedlæggelsen af Thise Nordre Skole
|  | Denne artikel er oprettet af botten Steenthbot ud fra en ekstern database. Den kan derfor have sproglige fejl eller mangler. Denne skabelon kan fjernes efter kontrol af indholdet. |

Nedlæggelsen af Thise Nordre Skole er en dansk dokumentarisk optagelse fra 1962.

## Handling
Sidste dag på Thise Nordre Skole for børn og lærere. På Thise Skole opfører eleverne deres egen forestilling "Kunigunde" i den store teatersal.